# 津島神社

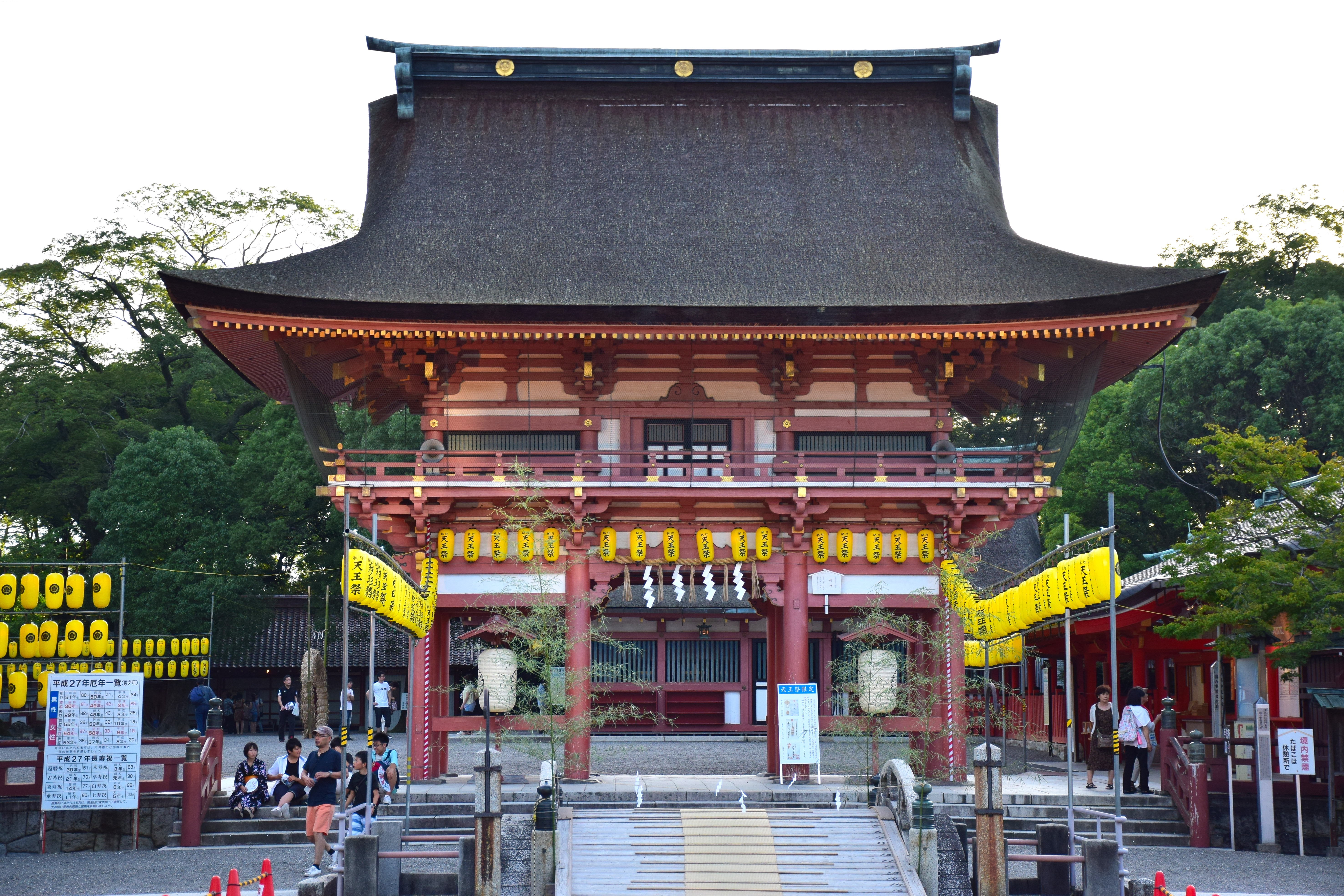
楼门

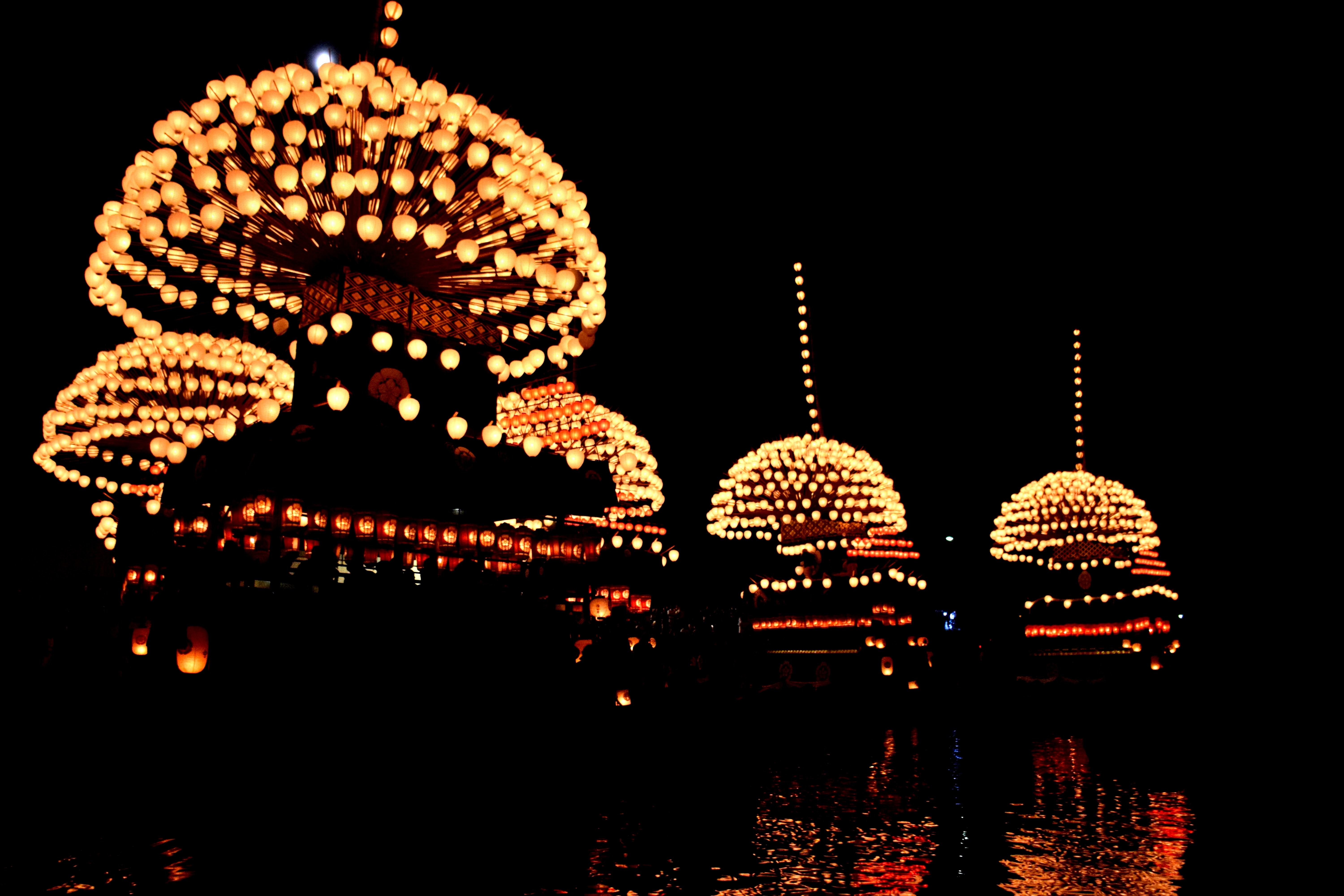
尾张津岛天王节

津島神社（つしまじんじゃ）是位在日本愛知縣津島市的神社。舊社格為國幣小社（現神社本廳的別表神社）。是日本全國約三千座津島神社・天王社之總本社，津島信仰的中心。
在中世・近世稱作「津島牛頭天王社」（津島天王社），祭神是牛頭天王。

## 關連項目
- 祇園信仰

## 外部連結
- 津島神社 （页面存档备份，存于）